# 歌舞完蛋
歌舞完蛋（ ）は、中国の2人組アイドルグループ。

## 概要
メンバーは龔俊（ボーカル）、張哲瀚（ダンサー）。
公式ファンクラブ名は蛋（タマゴ）。
グループ名の「歌舞完蛋」は、「歌下手、ダンス下手」という意味を表している。

## 沿革
2021年3月15日、超A女一号のインタビューで張哲瀚、龔俊が「歌舞完蛋」として正式結成することが発表される。
2021年4月3日にハッピーキャンプで『生日祝福歌』デビュー。